# 卡纳里斯区
卡纳里斯区（英語：Canaries District）是加勒比海岛国圣卢西亚的10个区之一。2010年，该区人口为2009，主要从事捕鱼和农业工作。该区的主要城镇与区名相同，位于首都卡斯特里所在的西海岸沿线。卡纳里斯区是圣卢西亚最小的区，无论是在人口还是面积上。